# Détachement de corps C
Le Détachement de corps C (en allemand : Korps-Abteilung C) était une unité militaire de l'Armée de terre (Heer) de la Wehrmacht,  une formation d'infanterie de la taille d'une division, pendant la Seconde Guerre mondiale.

## Hiérarchie des unités
| Nom          | Nbre d'hommes       | Unités subalternes                | Grade de commandement                 |
| ------------ | ------------------- | --------------------------------- | ------------------------------------- |
| Heeresgruppe | + 300 000           | 2 à + Armeen (Armées)             | Generaloberst ou Generalfeldmarschall |
| Armee        | + 100 000 - 300 000 | 2 à + Armeekorps (Corps d'armées) | General ou Generaloberst              |
| Armeekorps   | + 30 000 - 80 000   | 2 à + Divisionen (Division)       | Generalleutnant ou General            |
| Division     | + 10 000 – 20 000   | 2 à 6 Brigaden (Brigade)          | Generalmajor ou Generalleutnant       |
| Brigade      | + 3 000 – 5 000     | jusqu'à 3 Regimentern (Régiment)  | Oberst ou Generalmajor                |

## Historique
Le Korps-Abteilung C est formé le 2 novembre 1943 dans le Heeresgruppe Süd à partir des rescapés de la 183. Infanterie-Division, 217. Infanterie-Division et 339. Infanterie-Division initialement connu sous le nom de Divisions-Gruppe 112 mit Kgr. 255.

 
Son état-major provient de la 183. Infanterie-Division. 
Avec l'ordonnance du 27 juillet 1944, il a été prévu de réformer une nouvelle 183. Infanterie-Division, à partir du Korps-Abteilung C, mais cela n'a pas pu entrer en vigueur parce que le Korps-Abteilung C a été presque détruit au nord de l'Ukraine; le quartier général et quelques éléments ont réussi à sortir de l'encerclement de Brody le 24 juillet 1944, environ 5 000 hommes avec un même nombre de tués ou disparus.. Le train (unité spécialisée dans la logistique, le transport (matériel, munitions, ravitaillement…) et l'appui au mouvement (circulation routière)) n'a pas été encerclé et a réussi à s'échapper indemne.

Avec l'ordonnance du 5 août 1944, la 183. Infanterie-Division est déclarée dissoute avec effet immédiat, ce qui en fait ne s'est passé qu'au 9 au 12 août 1944 à Oberglogau en Haute-Silésie, les éléments restants de la Korps-Abteilung ont servi à établir la 183. Volksgrenadier-Division qui a été officiellement formé le 15 septembre 1944 dans le territoire militaire (Truppenübungsplatz) de Döllersheim.

## Organisation

### Commandants successifs
| Date                               | Grade           | Commandant        |
| ---------------------------------- | --------------- | ----------------- |
| 2 novembre 1943 - 15 novembre 1943 | Generalleutnant | August Dettling   |
| 15 novembre 1943 - Avril 1944      | Generalleutnant | Wolfgang Lange    |
| Avril 1944 - 30 mai 1944           | Oberst          | Gerhard Lindemann |
| 1er juin 1944 - 27 juillet 1944    | Generalleutnant | Wolfgang Lange    |

### Chef des Generalstabes
| Date | Grade | Commandant |
| ---- | ----- | ---------- |
| ?    | ?     | ?          |

### 1. Generalstabsoffizier (Ia)
| Date                | Grade               | Commandant                |
| ------------------- | ------------------- | ------------------------- |
| 2 novembre 1943 - ? | Oberstleutnant i.G. | von Prittwitz und Gaffron |

## Théâtres d'opérations
- Front de l'Est : Novembre 1943 - Juillet 1944

## Ordre de batailles

### Rattachement d'Armées
| Date     | Armeekorps       | Armée          | Groupe d'Armées          |
| -------- | ---------------- | -------------- | ------------------------ |
| 1943     |                  |                |                          |
| Novembre | LIX. Armeekorps  | 4. Panzerarmee | Heeresgruppe Süd         |
| 1944     |                  |                |                          |
| Janvier  | LIX. Armeekorps  | 4. Panzerarmee | Heeresgruppe Süd         |
| Février  | XIII. Armeekorps | 4. Panzerarmee | Heeresgruppe Süd         |
| Avril    | XIII. Armeekorps | 4. Panzerarmee | Heeresgruppe Nordukraine |
| Juillet  | XIII. Armeekorps | 4. Panzerarmee | Heeresgruppe Nordukraine |

### Unités subordonnées
- Stab [Stab 183. Inf.Div]
- Divisions–Gruppe 183 [Stab Gren.Rgt 330]
  - Regiments-Gruppe 330 [I./Gren.Rgt 330]
  - Regiments-Gruppe 351 [II./Gren.Rgt 351]
- Divisions–Gruppe 217 [Stab Gren.Rgt 346 or 389]
  - Regiments-Gruppe 311 [II./Gren.Rgt 311]
  - Regiments-Gruppe 389 [II./Gren.Rgt 389]
- Divisions–Gruppe 339 [Stab Gren.Rgt 693]
  - Regiments-Gruppe 691 [I./Gren.Rgt 692 or II./Gren.Rgt 693]
  - Regiments-Gruppe 692 [I./Gren.Rgt 693]
- Füsilier–Bataillon 217
- Artillerie–Regiment 219
  - I. Abteilung /AR 217
  - II. Abteilung /AR 219
  - IV.Abteilung /AR 219
- Panzerjäger–Abteilung 219
- Pionier–Bataillon 219
- Nachrichten–Abteilung 219
- Feldersatz–Bataillon 217 ou 219
- Nachschubtruppen  219

## Sources
- Korps-Abteilung C sur Lexikon-der-wehrmacht.de